# کاترل (اورگن)
کاترل (به انگلیسی: Cottrell) یک منطقهٔ مسکونی در ایالات متحده آمریکا است که در شهرستان کلاکاماس، اورگن واقع شده‌است. کاترل ۲۰۰٫۸۷ متر بالاتر از سطح دریا واقع شده‌است.